# Canton de Brest-Bellevue
Le canton de Brest-Bellevue est un ancien canton français situé dans le département du Finistère en région Bretagne.

## Composition
Le canton comprenait une fraction de la ville de Brest. Connu aussi sous les noms de B2, Brest 2 ou la ZUP, neuf logement sur dix se trouvaient dans des immeubles collectifs.

### Histoire
Le canton est créé par décret du 27 février 1991 à partir du canton de Brest-V.
Il est supprimé à compter des élections départementales de mars 2015 par le décret du 13 février 2014.

## Représentation
| Période | Période | Identité         | Étiquette        | Qualité |
| ------- | ------- | ---------------- | ---------------- | --- |
| 1991    | 2008    | Joseph Gourmelon | PS, puis app. PS | Contrôleur divisionnaire des douanes Député (1981-1993) Ancien conseiller général du Canton de Brest-5 Conseiller municipal de Brest (1977-1995) |
| 2008    | 2015    | Jean-Luc Polard  | PS               | Employé du Crédit Agricole Ancien assistant parlementaire de Joseph Gourmelon Adjoint au maire de Brest                                          |

## Démographie
| 1999   | 2006   | 2011   | 2012   |
| ------ | ------ | ------ | ------ |
| 17 472 | 15 056 | 13 876 | 13 865 |